# 種苗交換会

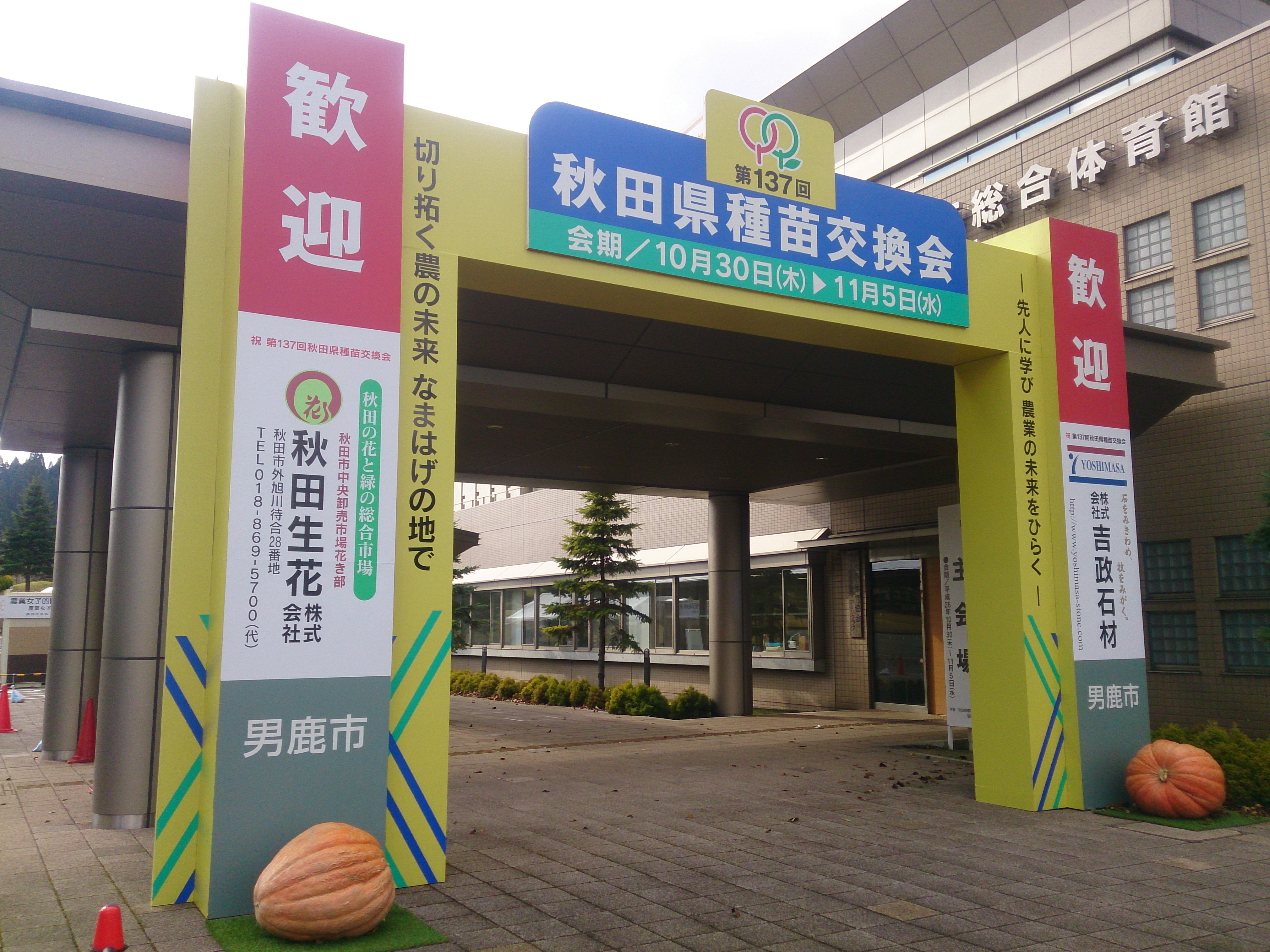
2014年に開催された第137回秋田県種苗交換会において主会場の男鹿市総合体育館に設けられた入場ゲート。上部中央には秋田の「ア」の字と若芽を図案化したシンボルマークが掲げられている

秋田県種苗交換会（あきたけんしゅびょうこうかんかい）とは、秋田県農業協同組合中央会が主催団体となり、秋田県で毎年秋に開催されている農業イベント。元々は手作りの作物や種子を持ち寄りお互いに見せ合い、交換することを目的としたイベントであったが、現在ではそれに限らず農業に関連する様々な展示･販売等も行い、農家以外の一般消費者に農業や食品に関する情報を発信する役割も持った総合イベントとして県民に広く愛されている。

## 歴史
1878年（明治11年）11月29日から1週間、秋田県南秋田郡八橋村（現:秋田市八橋）の県営植物園で、石川理紀之助が中心となり農作物の種子を交換し合うイベントが開催された。このイベントは種子交換会と名付けられており、これが現在の種苗交換会の原点であった。
当時の秋田県産業の中心であった農業には、課題が山積みだった。乾燥法の不備から腐れ米と呼ばれる稲の腐敗がたびたび生じ、市場における秋田米の評判を落としていた。また、桑・菜種・果樹などの商品作物の発展、西洋技術の導入、在来農法の改善などが、勧業行政の課題として注目されていた。そのときの県令であった石田英吉は、各地の老農層の知恵と経験を生かし、これらの課題を解決するために、1878年、全県45名の老農を勧業係に取り立てた。その中に、老農の代表である石川理紀之助もいた。続いて、秋田県勧業課長だった樋田魯一が主催し、秋田市の浄願寺を会場にして第1回の勧業会議が開催された。そのとき、由利郡平沢（現：にかほ市平沢）の佐藤九十郎から「種子交換の見込書」が提議され、これを樋田会頭が採用し、種苗交換会が開催されることになった。
第1回目の出品数は、稲65点、大豆19点、小豆6点、アワ14点、その他合計132点であった。出品者は、自分の作物と比べて優れているものには、交換希望の入札をした。その数は564人にも達した。
種子交換会は、会をかさねるごとに発展し、1882年（明治15年）には、水稲566点、全体で1752点もの数が出品されるようになった。この年から名称も現在の「種苗交換会」に改め、勧業会議（現在の談話会）を合体させ、農民たちにより役立つように運営された。順調に推移した種苗交換会であるが、財政負担に悩む県は隔年開催を打ち出した。この時、農の祭典を毎年開催すべきであると主張し、それを自力で実行したのが石川理紀之助を中心とする「歴観農話連」であった。
この組織は、1878年、県が任命した勧業御用掛の４老農、大館の岩沢太治兵衛、秋田の長谷川謙造、雄勝の高橋正作、湯沢の糸井茂助を中心に、翌1879年に「夫れ道を学ぶに友なかるべからず。・・・」の趣意で設立され、石川理紀之助が催主（会頭）であった。
その後、交換会は明治30年(1897年）代に秋田県農会の手に移され、明治40年（1907年）には開催地として県内各市町村が持ち回りで引き受けるようになった。
これ以降、種苗交換会は昭和恐慌や太平洋戦争などの困難を乗り越えながら1年も休まずに開催され、伝統を守りながらも、他の関連行事をも巻き込みながら、秋田県最大級のイベントとして発展継承されてきた。2019年新型コロナウイルス感染症が猛威を振るった2020年も一般非公開になることなく開催された。

## イベントの内容
開催地は河辺郡（秋田市） - 北秋田郡（大館市か鷹巣町→北秋田市） - 平鹿郡（横手市） - 山本郡（能代市、旧二ツ井町でも開催実績あり）- 仙北郡（大仙市か仙北市） - 鹿角郡（鹿角市） - 南秋田郡（男鹿市か潟上市、潟上市誕生以前は男鹿市と五城目町で開催） - 雄勝郡（湯沢市） - 由利郡（由利本荘市かにかほ市）と、9年かけて秋田県9郡を巡ってくるようになっている。郡内に市が1つしかない秋田市・能代市・横手市・鹿角市・湯沢市では9年に1度、2つある地域は各都市で18年に1度開催される計算になる。
例年、新穀感謝農民祭とともに開会。農業功労者の表彰と農産物の審査発表が行われる。会期末には交換会関係者（談話会員やJA役職員）の物故者追悼会が営まれて、最終日の褒賞授与式によって閉幕している。
メイン会場では大会の源流である農産物の展示会のほか、農業教育の発表会、果物やコメの品種に関する解説コーナーなどが置けられる。世界的にも珍しい農業機械専門のモーターショー「おらほの農機ショー」(旧称・秋田県農業機械化ショー)や農協厚生連によるシンポジウム、植木苗木市・物産販売などが付帯企画として行われている。